# Nerva (kommunhuvudort)
Nerva är en kommunhuvudort i Spanien.   Den ligger i provinsen Provincia de Huelva och regionen Andalusien, i den sydvästra delen av landet, 400 km sydväst om huvudstaden Madrid. Nerva ligger 336 meter över havet och antalet invånare är 6 009.
Terrängen runt Nerva är kuperad norrut, men söderut är den platt. Terrängen runt Nerva sluttar söderut. Runt Nerva är det mycket glesbefolkat, med 3 invånare per kvadratkilometer. Nerva är det största samhället i trakten. Omgivningarna runt Nerva är huvudsakligen savann.